# Rudolf Sturm
Friedrich Otto Rudolf Sturm (Wrocław, 6 de janeiro de 1841 — Wrocław, 12 de abril de 1919) foi um matemático alemão.

## Obras
- Synthetische Untersuchungen über Flächen Dritter Ordnung, Leipzig 1867
- Elemente der darstellenden Geometrie, Leipzig 1874
- Die Gebilde Ersten und Zweiten Grades der Liniengeometrie, Bd. 1–3, 1893–1896
- Die Lehre von den Geometrischen Verwandtschaften, Volume 1, Leipzig 1908
- Die Lehre von den Geometrischen Verwandtschaften, Volume 2, Leipzig 1908
- Die Lehre von den Geometrischen Verwandtschaften, Volume 3, Leipzig 1909
- Die Lehre von den Geometrischen Verwandtschaften, Volume 4, Leipzig 1909